# Sand Springs (Texas)
Sand Springs è un census-designated place (CDP) degli Stati Uniti d'America della contea di Howard nello Stato del Texas. La popolazione era di 835 abitanti al censimento del 2010. La Interstate 20 passa attraverso la comunità.

## Geografia fisica
Secondo lo United States Census Bureau, il CDP ha una superficie totale di 6,66 km², dei quali 6,66 km² di territorio e 0 km² di acque interne (0% del totale).

## Società

### Evoluzione demografica
Secondo il censimento del 2010, la popolazione era di 835 abitanti.

### Etnie e minoranze straniere
Secondo il censimento del 2010, la composizione etnica del CDP era formata dal 92,34% di bianchi, lo 0,48% di afroamericani, lo 0,84% di nativi americani, lo 0,36% di asiatici, lo 0% di oceanici, il 4,67% di altre razze, e l'1,32% di due o più etnie. Ispanici o latinos di qualunque razza erano il 18,44% della popolazione.